# Дір-Лейк (Ньюфаундленд і Лабрадор)
Дір-Лейк (англ. Deer Lake) — містечко в Канаді, у провінції Ньюфаундленд і Лабрадор.

## Населення
За даними перепису 2016 року, містечко нараховувало 5249 осіб, показавши зростання на 5,1%, порівняно з 2011-м роком. Середня густина населення становила 71,7 осіб/км².
З офіційних мов обидвома одночасно володіли 90 жителів, тільки англійською — 5 155. Усього 25 осіб вважали рідною мовою не одну з офіційних.
Працездатне населення становило 56,1% усього населення, рівень безробіття — 19,7% (21,9% серед чоловіків та 17,9% серед жінок). 91,3% осіб були найманими працівниками, а 6,3% — самозайнятими.
Середній дохід на особу становив $38 589 (медіана $27 366), при цьому для чоловіків — $51 138, а для жінок $26 853 (медіани — $38 891 та $21 623 відповідно).
27% мешканців мали закінчену шкільну освіту, не мали закінченої шкільної освіти — 25,3%, 47,7% мали післяшкільну освіту, з яких 18,4% мали диплом бакалавра, або вищий.
| Статево-вікова структура населення | Статево-вікова структура населення | Статево-вікова структура населення | Статево-вікова структура населення | Статево-вікова структура населення |
| ---------------------------------- | ---------------------------------- | ---------------------------------- | ---------------------------------- | ---------------------------------- |
|                                    |                                    |                                    |                                    |                                    |
| Всього                             | Всього                             | 48,3%51,7%                         |                                    |                                    |
| 0 — 14 років                       | 0 — 14 років                       |                                    | 15,3%                              | 15,3%                              |
| 15 — 64 років                      | 15 — 64 років                      |                                    | 61,9%                              | 61,9%                              |
| 65 і більше                        | 65 і більше                        |                                    | 22,9%                              | 22,9%                              |
| 85 і більше                        | 85 і більше                        |                                    | 2,5%                               | 2,5%                               |
| Середній вік (років)               | Середній вік (років)               | 43,845,7                           | 44,8                               | 44,8                               |
| Медіана (років)                    | Медіана (років)                    | 46,648,3                           | 47,6                               | 47,6                               |
| — чоловіки — жінки                 |                                    |                                    |                                    |                                    |

| Походження мешканців:     | Походження мешканців:     | Походження мешканців: | Походження мешканців: | Походження мешканців: |
| ------------------------- | ------------------------- | --------------------- | --------------------- | --------------------- |
| Походження                |                           |                       | осіб                  | %                     |
| Корінні американці        | Корінні американці        |                       | 1 000                 | 19.32%                |
| Інше північноамериканське | Інше північноамериканське |                       | 2 985                 | 57.68%                |
| Європейське               | Європейське               |                       | 2 755                 | 53.24%                |
| британське                | британське                |                       | 2 575                 | 49.76%                |
| французьке                | французьке                |                       | 320                   | 6.18%                 |
| українське                | українське                |                       | 25                    | 0.48%                 |
| Карибське                 | Карибське                 |                       | 20                    | 0.39%                 |
| Азійське                  | Азійське                  |                       | 80                    | 1.55%                 |

| Зайнятість населення за галузями (за класифікацією NOC): | Зайнятість населення за галузями (за класифікацією NOC): | Зайнятість населення за галузями (за класифікацією NOC): | Зайнятість населення за галузями (за класифікацією NOC): | Зайнятість населення за галузями (за класифікацією NOC): |
| -------------------------------------------------------- | -------------------------------------------------------- | -------------------------------------------------------- | -------------------------------------------------------- | -------------------------------------------------------- |
|                                                          |                                                          |                                                          |                                                          |                                                          |
| Управління                                               | Управління                                               |                                                          | 7,9%                                                     | 7,9%                                                     |
| Бізнес, фінанси та адміністрування                       | Бізнес, фінанси та адміністрування                       |                                                          | 11,9%                                                    | 11,9%                                                    |
| Природничі та прикладні науки                            | Природничі та прикладні науки                            |                                                          | 4,6%                                                     | 4,6%                                                     |
| Охорона здоров'я                                         | Охорона здоров'я                                         |                                                          | 7,5%                                                     | 7,5%                                                     |
| Освіта, правозахист, муніципальні та урядові служби      | Освіта, правозахист, муніципальні та урядові служби      |                                                          | 10,8%                                                    | 10,8%                                                    |
| Мистецтво, культура, відпочинок та спорт                 | Мистецтво, культура, відпочинок та спорт                 |                                                          | 1,3%                                                     | 1,3%                                                     |
| Роздрібна торгівля та послуги                            | Роздрібна торгівля та послуги                            |                                                          | 26,5%                                                    | 26,5%                                                    |
| Гуртова торгівля, транспорт та обладнання                | Гуртова торгівля, транспорт та обладнання                |                                                          | 21,3%                                                    | 21,3%                                                    |
| Природні ресурси, сільське господарство                  | Природні ресурси, сільське господарство                  |                                                          | 5,2%                                                     | 5,2%                                                     |
| Виробництво                                              | Виробництво                                              |                                                          | 3,3%                                                     | 3,3%                                                     |

## Клімат
Середня річна температура становить 3,9°C, середня максимальна – 19,8°C, а середня мінімальна – -13,7°C. Середня річна кількість опадів – 1 082 мм.
| Клімат поселення                              | Клімат поселення | Клімат поселення | Клімат поселення | Клімат поселення | Клімат поселення | Клімат поселення | Клімат поселення | Клімат поселення | Клімат поселення | Клімат поселення | Клімат поселення | Клімат поселення | Клімат поселення |
| Показник                                      | Січ.             | Лют.             | Бер.             | Квіт.            | Трав.            | Черв.            | Лип.             | Серп.            | Вер.             | Жовт.            | Лист.            | Груд.            |                  |
| Середній максимум, °C                         | −2,38            | −3,33            | 0,93             | 6,47             | 11,85            | 16,78            | 19,77            | 19,43            | 14,85            | 9,47             | 4,56             | −1,02            |                  |
| Середня температура, °C                       | −7,54            | −8,51            | −4,24            | 1,29             | 6,68             | 11,59            | 16,51            | 16,16            | 11,58            | 6,19             | 1,30             | −4,28            |                  |
| Середній мінімум, °C                          | −12,73           | −13,68           | −9,42            | −3,88            | 1,52             | 6,42             | 13,24            | 12,89            | 8,32             | 2,92             | −1,98            | −7,56            |                  |
| Норма опадів, мм                              | 102              | 75               | 71               | 67               | 73               | 85               | 89               | 106              | 100              | 108              | 103              | 103              |                  |
| Середньомісячна швидкість вітру, м/с          | 4.12             | 3.90             | 4.00             | 3.84             | 3.50             | 3.32             | 3.10             | 3.10             | 3.31             | 3.50             | 3.80             | 4.00             |                  |
| Середньомісячна сонячна радіація, кДж/м²·день | 3588             | 6633             | 10867            | 14472            | 17589            | 19093            | 18588            | 15748            | 11575            | 6933             | 3805             | 2704             |                  |
| --------------------------------------------- | ---------------- | ---------------- | ---------------- | ---------------- | ---------------- | ---------------- | ---------------- | ---------------- | ---------------- | ---------------- | ---------------- | ---------------- | ---------------- |
| Джерело:                                      |                  |                  |                  |                  |                  |                  |                  |                  |                  |                  |                  |                  |                  |